# Phương ngữ Khmer Bắc
Phương ngữ Khmer Bắc hay còn gọi là Khmer Surin, là một phương ngữ được những người Khmer bản địa tại các tỉnh Surin, Roi Et và Buriram của Thái Lan sử dụng.
Phương ngữ Khmer Bắc không giống với tiếng Khmer chuẩn về số lượng và tính đa dạng của âm vị nguyên âm, sự phân bổ phụ âm, từ vựng và ngữ pháp, khiến cho phương ngữ Khmer Bắc dễ được những người nói các phương ngữ khác của tiếng Khmer nhận ra. Một số người nói tiếng Khmer Bắc có thể hiểu các phương ngữ Khmer khác nhưng những người nói tiếng Khmer chuẩn sẽ gặp khó khăn để hiểu phương ngữ này. Thực tế này đã khiến một số nhà ngôn ngữ học ủng hộ coi Khmer Bắc là một ngôn ngữ riêng nhưng có quan hệ gần gũi với tiếng Khmer